# So Near, Yet So Far
So Near, Yet So Far est un film américain de David W. Griffith sorti en 1912.

## Synopsis
Howard, un jeune homme trop timide pour déclarer sa flamme à une jeune fille, finit par attirer son attention en la sauvant de bandits venus pour la voler.

## Fiche technique
- Titre original : So Near, Yet So Far
- Titre français :
- Genre : Drame
- Réalisateur : David W. Griffith
- Scénariste : George Hennessy
- Production : Biograph Company
- Lieu de tournage : New York
- Durée : 17 minutes (12 minutes pour le film Youtube)
- Sortie : 30 septembre 1912
- Licence : Domaine public

## Distribution
- Walter Miller : Howard
- Mary Pickford : La jeune fille
- Robert Harron : Le rival
- L. M. Wells : Le père de la jeune fille
- Charles Hill Mailes : Homme riche de l'autre ville
- Claire McDowell : Femme riche de l'autre ville
- Elmer Booth : Voleur
- Harry Carey : Voleur
- Dorothy Gish : Une amie
- Lillian Gish : Une amie
- Lionel Barrymore : Un homme au club
- Courtenay Foote : Un homme au club
- Adolph Lestina : Un homme au club
- Antonio Moreno : Un homme au club
- Gus Pixley : Un homme au club
- W.C. Robinson : Un homme au club
- J. Waltham : Un homme au club
- Christy Cabanne : Un homme au club
- Henry B. Walthall